# Paul Kunisch
Paul Kunisch (2 de abril de 1930) es un deportista austríaco que compitió en judo. Ganó tres medallas en el Campeonato Europeo de Judo entre los años 1959 y 1961.

## Palmarés internacional
| Campeonato Europeo | Campeonato Europeo | Campeonato Europeo | Campeonato Europeo |
| Año                | Lugar              | Medalla            | Categoría          |
| ------------------ | ------------------ | ------------------ | ------------------ |
| 1959               | Viena (Austria)    | Medalla de plata   | –80 kg             |
| 1959               | Viena (Austria)    | Medalla de bronce  | 3.er dan           |
| 1961               | Milán (Italia)     | Medalla de plata   | –80 kg             |